# Снігове весілля
«Снігове весілля» — радянський художній фільм 1980 року, знятий режисером Віктором Івановим на Кіностудії ім. О. Довженка..

## Сюжет
Водевіль, в основі якого — історія кохання. Юна Бела поспішає на таксі до свого нареченого, з яким була заручена у ранньому дитинстві. Обвал у горах затримав машину.

## У ролях
- Нодар Масхулія — Мустафа, батько Ельдара
- Ія Хобуа — Зулейха, мати Бели
- Г. Мірзоєв — Ельдар, син Мустафи, бульдозерист
- Лідія Бесолова — Асіят, вдова, мати п'яти дітей
- Мурад Джанібекян — Бадай, таксист
- Марина Дзнеладзе — Бела, наречена
- Рупат Чараков — Сурхай, старший брат Асіят
- Б. Мантаєв — Самур, брат Асіят
- І. Мовсаров — Біймурза, брат Асіят
- Е. Плієва — Мана, подруга Бели
- Хатуна Хобуа — Хадіжа, подруга Бели
- Герман Козлов — Герберт, турист-іноземець
- Зураб Капіанідзе — Леван, радист
- Магомедамін Акмурзаєв — епізод
- М. Алібеков — епізод
- А. Алієв — епізод
- Салам Ісмаїлов — епізод
- Ш. Магомедов — епізод
- Абдулкадир Сайдумов — епізод
- Агахан Агаханов — епізод

## Знімальна група
- Режисер — Віктор Іванов
- Сценарист — Ахмедхан Абу-Бакар
- Оператор — Михайло Іванов
- Композитор — Мурад Кажлаєв
- Художник — Валерій Новаков